# Temporada 1991-92 de los Minnesota Timberwolves
La temporada 1991-92 fue la tercera de los Minnesota Timberwolves en la NBA. La temporada regular acabó con 15 victorias y 67 derrotas, ocupando el decimotercer puesto de la conferencia Oeste, no logrando clasificarse para los playoffs.

## Elecciones en elDraft
| Ronda | Puesto | Jugador     | Posición | Nacionalidad   | Universidad   |
| ----- | ------ | ----------- | -------- | -------------- | ------------- |
| 1     | 7      | Luc Longley | Pívot    | Australia      | New Mexico    |
| 2     | 34     | Myron Brown | Escolta  | Estados Unidos | Slippery Rock |

## Temporada regular
| División Medio Oeste   | División Medio Oeste | División Medio Oeste | División Medio Oeste | División Medio Oeste | División Medio Oeste | División Medio Oeste | División Medio Oeste | División Medio Oeste |
| Equipo                 | G                    | P                    | %                    | PD                   | Casa                 | Fuera                | Div                  |                      |
| ---------------------- | -------------------- | -------------------- | -------------------- | -------------------- | -------------------- | -------------------- | -------------------- | -------------------- |
| y-Utah Jazz            | 55                   | 27                   | .671                 | —                    | 37–4                 | 18–23                | 20–6                 |                      |
| x-San Antonio Spurs    | 47                   | 35                   | .573                 | 8                    | 31–10                | 16–25                | 18–8                 |                      |
| Houston Rockets        | 42                   | 40                   | .512                 | 13                   | 28–13                | 14–27                | 12–14                |                      |
| Denver Nuggets         | 24                   | 58                   | .293                 | 31                   | 18–23                | 6–35                 | 8–18                 |                      |
| Dallas Mavericks       | 22                   | 60                   | .268                 | 33                   | 15–26                | 7–34                 | 11–15                |                      |
| Minnesota Timberwolves | 15                   | 67                   | .183                 | 40                   | 9–32                 | 6–35                 | 9–17                 |                      |

## Estadísticas
| Rk | Jugador         | Edad | P  | PT | MP   | TC  | TCI  | %TC  | T3  | T3I | %T3  | TL  | TLI | %TL  | RO  | RD  | RT  | AS  | RB  | TAP | BP  | FP  | PTS  |
| -- | --------------- | ---- | -- | -- | ---- | --- | ---- | ---- | --- | --- | ---- | --- | --- | ---- | --- | --- | --- | --- | --- | --- | --- | --- | ---- |
| 1  | Pooh Richardson | 25   | 82 | 82 | 35.6 | 7.2 | 15.4 | .466 | 0.6 | 1.9 | .342 | 1.5 | 2.2 | .691 | 1.1 | 2.6 | 3.7 | 8.4 | 1.5 | 0.3 | 2.5 | 1.9 | 16.5 |
| 2  | Doug West       | 24   | 80 | 72 | 31.8 | 5.8 | 11.2 | .518 | 0.1 | 0.3 | .174 | 2.3 | 2.9 | .805 | 1.3 | 1.9 | 3.2 | 3.5 | 0.8 | 0.3 | 1.5 | 3.0 | 14.0 |
| 3  | Tony Campbell   | 29   | 78 | 41 | 31.3 | 6.8 | 14.6 | .464 | 0.2 | 0.5 | .351 | 3.1 | 3.8 | .803 | 1.8 | 1.9 | 3.7 | 2.9 | 1.1 | 0.4 | 2.1 | 2.6 | 16.8 |
| 4  | Tyrone Corbin   | 29   | 11 | 8  | 31.3 | 5.2 | 12.9 | .401 | 0.0 | 0.1 | .000 | 4.0 | 4.8 | .830 | 2.2 | 4.1 | 6.3 | 3.0 | 1.1 | 0.5 | 2.4 | 2.8 | 14.4 |
| 5  | Sam Mitchell    | 28   | 82 | 63 | 26.2 | 3.7 | 8.8  | .423 | 0.0 | 0.1 | .182 | 2.5 | 3.2 | .786 | 1.9 | 3.8 | 5.8 | 1.1 | 0.6 | 0.5 | 1.2 | 2.8 | 10.1 |
| 6  | Thurl Bailey    | 30   | 71 | 18 | 25.0 | 4.6 | 10.4 | .448 | 0.0 | 0.0 | .000 | 2.4 | 3.0 | .795 | 1.4 | 4.3 | 5.7 | 0.8 | 0.4 | 1.4 | 1.2 | 1.8 | 11.7 |
| 7  | Gerald Glass    | 24   | 75 | 41 | 24.3 | 5.1 | 11.6 | .440 | 0.2 | 0.7 | .296 | 1.0 | 1.7 | .616 | 1.4 | 2.0 | 3.5 | 2.3 | 0.9 | 0.4 | 1.4 | 2.3 | 11.5 |
| 8  | Felton Spencer  | 24   | 61 | 54 | 24.3 | 2.3 | 5.4  | .426 | 0.0 | 0.0 |      | 2.0 | 2.9 | .691 | 2.7 | 4.4 | 7.1 | 0.9 | 0.4 | 1.3 | 1.1 | 4.0 | 6.6  |
| 9  | Randy Breuer    | 31   | 67 | 25 | 17.6 | 2.4 | 5.1  | .468 | 0.0 | 0.0 | .000 | 0.6 | 1.1 | .532 | 1.5 | 2.7 | 4.2 | 1.3 | 0.4 | 1.5 | 0.6 | 1.7 | 5.4  |
| 10 | Luc Longley     | 23   | 66 | 3  | 15.0 | 1.7 | 3.8  | .458 | 0.0 | 0.0 |      | 0.8 | 1.2 | .663 | 1.0 | 2.9 | 3.9 | 0.8 | 0.5 | 1.0 | 1.3 | 2.4 | 4.3  |
| 11 | Tellis Frank    | 26   | 10 | 0  | 14.0 | 1.8 | 3.3  | .545 | 0.0 | 0.0 |      | 1.0 | 1.5 | .667 | 0.8 | 1.8 | 2.6 | 0.8 | 0.5 | 0.4 | 0.5 | 2.4 | 4.6  |
| 12 | Scott Brooks    | 26   | 82 | 0  | 13.2 | 2.0 | 4.6  | .447 | 0.4 | 1.1 | .356 | 0.6 | 0.8 | .810 | 0.3 | 0.9 | 1.2 | 2.5 | 0.8 | 0.1 | 0.6 | 1.0 | 5.1  |
| 13 | Mark Randall    | 24   | 39 | 0  | 9.6  | 1.5 | 3.3  | .457 | 0.1 | 0.4 | .214 | 0.7 | 0.9 | .743 | 0.9 | 0.7 | 1.6 | 0.7 | 0.3 | 0.1 | 0.5 | 0.8 | 3.7  |
| 14 | Tod Murphy      | 28   | 47 | 3  | 9.1  | 0.8 | 1.7  | .488 | 0.0 | 0.0 | .500 | 0.4 | 0.7 | .559 | 0.8 | 1.6 | 2.3 | 0.2 | 0.2 | 0.2 | 0.4 | 0.9 | 2.1  |
| 15 | Tom Garrick     | 25   | 15 | 0  | 7.5  | 0.7 | 2.2  | .333 | 0.1 | 0.1 | .500 | 0.4 | 0.5 | .750 | 0.1 | 0.5 | 0.6 | 1.2 | 0.5 | 0.2 | 0.7 | 0.9 | 1.9  |
| 16 | Myron Brown     | 22   | 4  | 0  | 5.8  | 1.0 | 1.5  | .667 | 0.3 | 0.8 | .333 | 0.0 | 0.0 |      | 0.0 | 0.8 | 0.8 | 1.5 | 0.3 | 0.0 | 1.0 | 0.5 | 2.3  |